# CQFD (mathématiques)
Pour les articles homonymes, voir CQFD et QED.
CQFD, également écrit C. Q. F. D. ou c.q.f.d., est l'abréviation de « ce qu'il fallait démontrer ». Ce sigle se place à la fin d'une démonstration mathématique pour indiquer que le résultat attendu a été démontré. L'expression équivalente en latin est QED, « quod erat demonstrandum », elle-même traduite de l'expression grecque ὅπερ ἔδει δεῖξαι (hóper édei deîxai). 

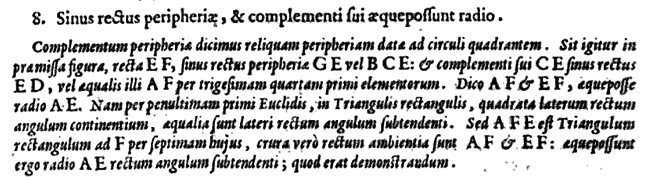
Quod erat demonstrandum, dans un livre de 1604.

De nombreux documents utilisent maintenant, plutôt que cette abréviation, des symboles variés pour marquer visuellement la fin d'une démonstration, par exemple le carré blanc .

## Éléments d'Euclide

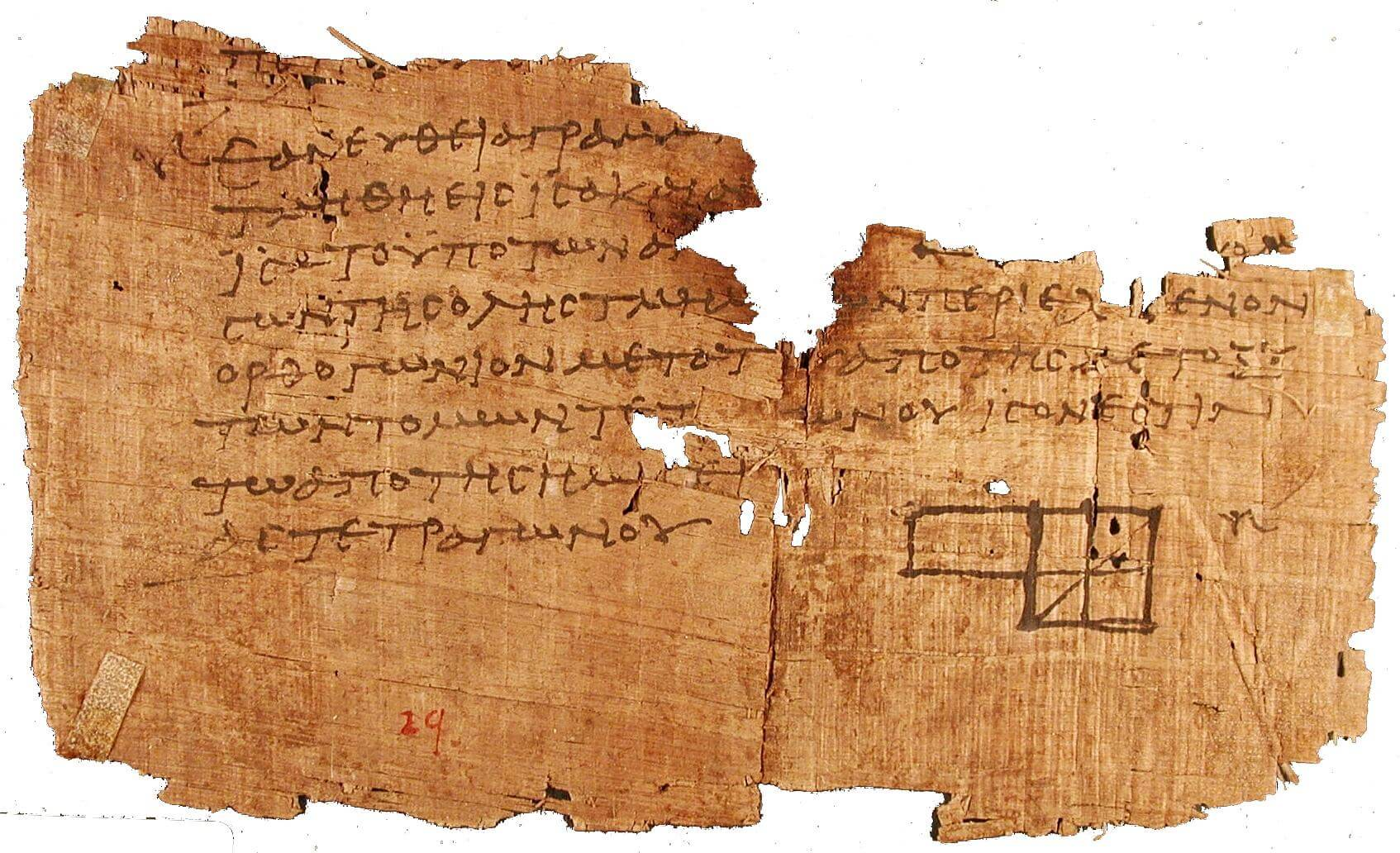
Une des plus anciennes versions connues d'un des traités d'Euclide

L'expression ὅπερ ἔδει δεῖξαι (hóper édei deîxai) apparaît dans les versions grecques des Éléments d'Euclide . Ce traité de mathématiques composé par Euclide, résume et organise les principales connaissances en géométrie dans la Grèce classique au IIIe siècle av. J.-C. Son traité est organisé en définitions, postulats, propositions et démonstrations. La fin des démonstrations était marquée par hoper edei deixai.
D'après le site Earliest Known Uses of Some of the Words of Mathematics, l'expression quod erat demonstrandum fut utilisée dans les traductions latines des Éléments d'Euclide au début du XVIe siècle. Il existe aussi différentes variantes, qui sont apparues à cette époque :
- Quod erat faciendum : cette expression est utilisée dans les traductions des Éléments à la fin d'une construction géométrique ;
- Quod est absurdum : cette expression concluait les démonstrations par l'absurde.

L'imprimerie de Gutenberg (impression sur planches pressées avec lettres amovibles) permettait une plus grande diffusion des ouvrages, même si la publication de livres scientifiques (surtout de mathématiques) représentait alors une perte d'argent[réf. nécessaire]. L'expression quod erat demonstrandum s'imposa à travers l'Europe, et fut remplacée par ses initiales QED ou qed, plus économiques.
L'expression « CQFD » est aujourd'hui passée dans le langage courant, pour clore un discours dans lequel on pense avoir apporté suffisamment d'arguments pour convaincre son interlocuteur.

## Évolution de la typographie
Toutefois, les abréviations CQFD et QED sont largement délaissées dans l'ensemble des articles de recherche et dans de nombreux ouvrages de mathématiques de niveau doctoral. Elles ont également disparu des manuels scolaires. De plus, certains auteurs préfèrent l'utilisation de symboles pour marquer la fin des démonstrations (carré plein : ◼ — voir Paul Halmos —, carré blanc : ◻, dièse : ♯, etc.).
De plus en plus de documents scientifiques (aussi bien des articles que des manuels scolaires) sont produits avec LaTeX. L'extension amsthm fournit un environnement pour les preuves. Cet environnement est délimité par \begin{proof} et \end{proof}. Par défaut, dans le document produit, est affiché « Proof » en italique, suivi du texte, terminé par un carré blanc : ◻. L'environnement prévoit le bon positionnement du carré en fonction de la mise en page (taille du papier et des marges) et de la dernière ligne affichée. Il est possible de remplacer ce caractère par défaut par CQFD ou QED.